# Camilianos

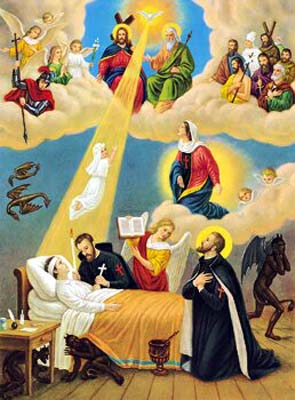
Pintura alusiva aos Camilianos, de autor desconhecido.

A Ordem dos Clérigos Regulares Ministros dos Enfermos (latim: Ordo Clericorum Regularium Ministrantium Infirmis), (sigla M.I.) também chamados Camilianos, ou Padres Camilos, é uma ordem religiosa católica fundada em 1590 pelo religioso italiano São Camilo de Lellis e voltada à assistência espiritual e corporal dos doentes.
A ordem religiosa em Portugal foi designada de "Clérigos Regulares Ministros dos Enfermos de Portugal e dos Algarves" e tinha a sua sede em Lisboa, no Poço do Borratém, conhecida por Casa de São Camilo de Lélis. Também teve o Convento da Tomina, no termo de Moura. Em 1834, no âmbito da "Reforma geral eclesiástica" no país, pelo Decreto de 30 de Maio foram extintos todos os conventos, mosteiros, colégios, hospícios e casas de religiosos de todas as ordens religiosas e com eles os bens dos Camilianos foram incorporados na Fazenda Nacional.